# سوني إكسبيريا آيون
سوني اكسبيريا آيون (بالإنجليزية: Sony Xperia ion)‏ هو هاتف ذكي من سوني موبايل كوميونيكيشنز يعمل بنظام أندرويد، تم طرحه في الأسواق في 2 مارس 2012.

## الخصائص
- نظام التشغيل: أندرويد
- الكاميرا الأمامية: 1.3 ميجابكسل
- الكاميرا الخلفية: 12.1 ميجابكسل
- الشاشة: إل سي دي 720×1280
- الوزن: 144.0 غرام
- المعالج: 1.5 جيجا هرتز ثنائي النواة